# لئو کریلو

لئو کریلو (انگلیسی: Leo Carrillo؛ ۶ اوت ۱۸۸۱ – ۱۰ سپتامبر ۱۹۶۱) یک بازیگر اهل ایالات متحده آمریکا بود.

## گزیده فیلم‌شناسی
- تاریخ شب‌ها ساخته می‌شود (۱۹۳۷)
- ملودرام منهتن (۱۹۳۴)
- قمارباز و دخترک (۱۹۳۹)
- شبح اپرا (۱۹۴۳)
- فراری (فیلم ۱۹۴۷) (۱۹۴۷)
- زنده‌باد ویا! (۱۹۳۴)
- لیلیان راسل (فیلم) (۱۹۴۰)
- وایومینگ (فیلم ۱۹۴۰) (۱۹۴۰)